# MOON JELLYFISH
「MOON JELLYFISH」（ムーン ジェリーフィッシュ）は、Flowerの14作目のシングル。2017年4月26日にソニー・ミュージックアソシエイテッドレコーズ より発売。

## 収録曲

### 初回生産限定盤
CD
全作詞:小竹正人
1. MOON JELLYFISH
作曲：FAST LANE / CALICO / 220、編曲：FAST LANE
2. とても深いグリーン
作曲：Manaka Suzuki / Yoshihiro Suda、編曲：soundbreakers

DVD
1. MOON JELLYFISH Music Video

### 通常盤
1. MOON JELLYFISH
2. とても深いグリーン
3. カラフル "a touch of jazz” mix
作曲：Daiki Kagawa
4. MOON JELLYFISH (instrumental)

### 期間生産限定盤
1. MOON JELLYFISH